# Diogo Silva (futebolista)
Diogo José Gonçalves da Silva, mais conhecido como Diogo Silva (Cuiabá, 8 de julho de 1986), é um futebolista brasileiro que atua como goleiro. Atualmente está na Ponte Preta.

## Carreira
Iniciou sua carreira no Nova Iguaçu, em 2005.

### Mesquita
Em 2008, Diogo Silva, que na época estava jogando pelo Mesquita, sofreu um gol de pênalti do goleiro Tiago, quando o Vasco da Gama venceu por 3x1 em São Januário, válido pelo Campeonato Carioca.

### Vasco da Gama
Em 2011, após fazer um belo estadual com a camisa do Nova Iguaçu, clube no qual disputou 97 jogos, o Vasco acertou com empréstimo de um ano. Diego chegou a cometer falhas durante a temporada tendo atuações irregulares e em 2013 o Vasco acabou sendo rebaixado para a série B do Brasileirão. Em abril de 2014, o Vasco foi obrigado a pagar a quantia devida ao Nova Iguaçu na compra do goleiro. Sem receber nenhuma das dez parcelas de R$ 100 mil combinadas, a diretoria do time da Baixada Fluminense acionou a Justiça, que notificou que o Cruz-Maltino teria que destinar 20% de toda a renda para quitar a dívida. Após falhar no gol do Obina, contra o América Mineiro, no qual a sua equipe venceu por 3x2 em que ele substituiu o uruguaio Martín Silva, que foi convocado para a Seleção Uruguaia, a torcida criou um abaixo assinado pelo afastamento de Diogo Silva. Ele foi muito contestado desde o rebaixamento do clube para a Série B do Brasileiro de 2014, no ano anterior.
Em 14 de dezembro de 2015, Diogo Silva retornou ao Vasco da Gama após cumprir empréstimo com o clube de Piracicaba, tendo contrato até final de 2016. No retorno ao Vasco, Diogo declarou que o seu objetivo era ficar no elenco do time e fazer nova história. Diogo também declarou que era torcedor vascaíno e fez elogios à diretoria do time.

### XV de Piracicaba
Após conseguir o acesso com o Vasco e após perder espaço com a promoção do Jordi, sendo a terceira opção como goleiro, Diogo Silva foi emprestado ao XV de Piracicaba, para a disputa do Paulistão 2015, mesmo tendo contrato até maio de 2016.

### Luverdense
Com o fim de contrato com o clube cruzmaltino, em maio de 2016, acertou com o Luverdense, assinando contrato até maio de 2017.

### Ceará
Em 17 de agosto de 2018, após 2 anos no time mato-grossense, Diogo Silva foi anunciado como novo reforço do Ceará, assinando até maio de 2020.
No dia 19 de março de 2020, Diogo Silva renovou com o Ceará, até o final de 2020, mesmo ter perdido espaço para o Fernando Prass.

### CRB
No dia 16 de fevereiro de 2021, Diogo Silva foi anunciado como novo reforço do CRB. No dia 10 de dezembro de 2021, foi anunciada a renovação de Diogo para 2022.
No dia 9 de junho de 2021, na vitória por 1 a 0 sobre o Palmeiras no Allianz Parque, Diogo Silva defendeu 3 pênaltis, além de converter a sua cobrança com muita categoria, classificando o CRB para as oitavas de final da Copa do Brasil de 2021.
No dia 24 de março de 2022, Diogo Silva foi novamente importante numa disputa de pênaltis, contra o Ceará pela Copa do Nordeste, defendendo novamente 3 pênaltis e convertendo o seu, classificando assim o CRB para as semi-finais do Nordestão após 28 anos. No dia 6 de abril de 2022, 13 dias depois após a classificação nos pênaltis contra o Ceará, Diogo Silva decidiu a disputa de pênaltis contra o CSA pela semifinal do Campeonato Alagoano, defendendo 2 pênaltis e convertendo a sua cobrança, classificando o CRB para a final, que se sagrou campeão contra o ASA.
No dia 13 de agosto de 2022, na partida contra o Grêmio pela 23° rodada da Série B, Diogo Silva, de pênalti, marcou os dois gols da vitória do CRB por 2 a 0, fazendo assim os seus primeiros gols na carreira e igualando o feito de Rogério Ceni (goleiro que conseguiu marcar duas vezes em um mesmo jogo em 5 ocasiões) e Fábio Rampi, ídolo do São José, que marcou duas vezes na mesma partida contra o Paysandu, pela 6° rodada da Série C, também em 2022.
No dia 23 de novembro de 2023, anunciou a sua saída do CRB, após três temporadas, com 170 partidas disputadas, com direito a 4 gols marcados.

### Paysandu
No dia 1º de dezembro de 2023, Diogo Silva foi anunciado como novo reforço do Paysandu, para a temporada de 2024.

## Títulos
Nova Iguaçu
- Copa Rio: 2008

Vasco da Gama
- Copa do Brasil: 2011
- Taça Guanabara: 2016
- Campeonato Carioca: 2016

Luverdense
- Copa Verde: 2017

Ceará
- Copa do Nordeste: 2020
- Campeonato Brasileiro Sub-23: 2020

CRB
- Campeonato Alagoano: 2022

Paysandu
- Campeonato Paraense: 2024
- Copa Verde: 2024